# Piotr Sankowski
Piotr Sankowski (ur. 7 lipca 1978) – polski informatyk, doktor habilitowany nauk matematycznych. Specjalizuje się w algorytmach, w szczególności w zastosowaniach metod algebraicznych w algorytmach grafowych. Profesor nadzwyczajny Instytutu Informatyki Wydziału Matematyki, Informatyki i Mechaniki Uniwersytetu Warszawskiego. W latach 2021–2024 prezes IDEAS NCBR.

## Życiorys
Studia informatyczne ukończył na Uniwersytecie Warszawskim (2002), gdzie następnie został zatrudniony. Stopień doktorski uzyskał w 2005 na podstawie pracy pt. Algebraiczne algorytmy grafowe, przygotowanej pod kierunkiem prof. Krzysztofa Diksa. Habilitował się w 2009 na podstawie oceny dorobku naukowego i rozprawy pt. Macierze wielomianów a algorytmy grafowe.
Swoje prace publikował w takich czasopismach jak m.in. „Journal of the ACM”, „ACM Transactions on Algorithms”, „Algorithmica” oraz „Theoretical Computer Science”.
Laureat pierwszej edycji Nagrody im. Witolda Lipskiego (2005). Jego zespół zdobył II miejsce (1998) w Akademickich Mistrzostwach Polski w Programowaniu Zespołowym. W 2010 otrzymał grant Europejskiej Rady ds. Badań Naukowych w celu rozwoju biblioteki algorytmów aproksymacyjnych (projekt „PAAL – Practical Approximation Algorithms Library”), zaś w 2015 jako jedyny Polak otrzymał grant Proof of Concept ERC na komercjalizację wyników badań z poprzedniego grantu. W 2023 otrzymał czwarty w karierze grant ERC, jako jedyny naukowiec w Polsce.
Po zakończeniu w 2024 swojej pierwszej kadencji na stanowisku prezesa IDEAS NCBR, ubiegał się o nie ponownie. Konkurs wygrał jednak dr hab. inż. Grzegorz Borowik, a Sankowski ogłosił, że odchodzi z tej instytucji. W reakcji na informacje o zmianie w kierownictwie ośrodka, z zasiadania w radzie naukowej IDEAS zrezygnowało sześcioro jej członków, m.in. Aleksander Mądry (Massachusetts Institute of Technology), Marta Kwiatkowska (Oxford University), Wojciech Samek (Frauenhofer Heinrich Hertz Institute) i Zofia Dzik (Instytut Humanites). O wyjaśnienie, dlaczego podjęto taką decyzję oraz o odwrócenie jej skutków zaapelowało do premiera Donalda Tuska i ministra nauki Dariusza Wieczorka 30 laureatów grantów ERC.